# Chona (Tanzania)
Chona è una circoscrizione rurale (rural ward) della Tanzania situata nel distretto rurale di Kahama, regione di Shinyanga. Conta una popolazione di 18 481 abitanti (censimento 2012).